# Europsko prvenstvo u vaterpolu – Atena 1991.
Vaterpolsko EP 1991. održano je u Ateni od 17. do 24. kolovoza. Za Jugoslaviju zlato nisu osvojili hrvatski igrači jer se Hrvatski vaterpolski savez neposredno prije prvenstva razišao s Vaterpolo savezom Jugoslavije. Svi hrvatski igrači su napustili pripreme osim bokeljskog Hrvata Mirka Vičevića koji je ostao zbog pritiska roditelja (njegov klub Jadran ST odmah ga je zbog te odluke suspendirao).

## Turnir

### Skupina A1
| Nadnevak     | 1. momčad | Ishod   | 2. momčad |
| ------------ | --------- | ------- | --------- |
| 17. kolovoza | Rumunjska | 17 : 6  | Francuska |
|              | SSSR      | 20 : 5  | Danska    |
| 18. kolovoza | SSSR      | 11 : 11 | Rumunjska |
|              | Francuska | 12 : 4  | Danska    |
| 19. kolovoza | Rumunjska | 26 : 9  | Danska    |
|              | SSSR      | 14 : 9  | Francuska |

|    | Tablica   | I | Pob. | Ner. | Por. | Pos. P | Prim. P | RP  | Bodovi |
| -- | --------- | - | ---- | ---- | ---- | ------ | ------- | --- | ------ |
| 1. | Rumunjska | 3 | 2    | 1    | 0    | 47     | 26      | +21 | 5      |
| 2. | SSSR      | 3 | 2    | 1    | 0    | 45     | 25      | +20 | 5      |
| 3. | Francuska | 3 | 1    | 0    | 2    | 27     | 28      | -1  | 2      |
| 4. | Danska    | 3 | 0    | 0    | 3    | 18     | 58      | -40 | 0      |

### Skupina A2
| Nadnevak     | 1. momčad    | Ishod   | 2. momčad    |
| ------------ | ------------ | ------- | ------------ |
| 17. kolovoza | Italija      | 10 : 8  | Mađarska     |
|              | Čehoslovačka | 13 : 10 | Turska       |
| 18. kolovoza | Italija      | 22 : 4  | Turska       |
|              | Čehoslovačka | 12 : 16 | Mađarska     |
| 19. kolovoza | Mađarska     | 22 : 7  | Turska       |
|              | Italija      | 17 : 9  | Čehoslovačka |

|    | Tablica      | I | Pob. | Ner. | Por. | Pos. P | Prim. P | RP  | Bodovi |
| -- | ------------ | - | ---- | ---- | ---- | ------ | ------- | --- | ------ |
| 1. | Italija      | 3 | 3    | 0    | 0    | 49     | 21      | +28 | 6      |
| 2. | Mađarska     | 3 | 2    | 0    | 1    | 46     | 29      | +17 | 4      |
| 3. | Čehoslovačka | 3 | 1    | 0    | 2    | 34     | 43      | -9  | 2      |
| 4. | Turska       | 3 | 0    | 0    | 3    | 21     | 57      | -36 | 0      |

### Skupina B1
| Nadnevak     | 1. momčad   | Ishod   | 2. momčad  |
| ------------ | ----------- | ------- | ---------- |
| 17. kolovoza | Jugoslavija | 11 : 7  | Bugarska   |
|              | Poljska     | 13 : 13 | Nizozemska |
| 18. kolovoza | Poljska     | 12 : 6  | Bugarska   |
|              | Jugoslavija | 15 : 6  | Nizozemska |
| 19. kolovoza | Nizozemska  | 10 : 10 | Bugarska   |
|              | Jugoslavija | 11 : 6  | Poljska    |

|    | Tablica     | I | Pob. | Ner. | Por. | Pos. P | Prim. P | RP  | Bodovi |
| -- | ----------- | - | ---- | ---- | ---- | ------ | ------- | --- | ------ |
| 1. | Jugoslavija | 3 | 3    | 0    | 0    | 37     | 23      | +14 | 6      |
| 2. | Poljska     | 3 | 1    | 1    | 1    | 31     | 30      | +1  | 3      |
| 3. | Nizozemska  | 3 | 0    | 2    | 1    | 29     | 36      | -7  | 2      |
| 4. | Bugarska    | 3 | 0    | 1    | 2    | 27     | 35      | -8  | 1      |

### Skupina B2
| Nadnevak     | 1. momčad        | Ishod   | 2. momčad        |
| ------------ | ---------------- | ------- | ---------------- |
| 17. kolovoza | Španjolska       | 11 : 10 | Njemačka         |
|              | Grčka            | 8 : 5   | Velika Britanija |
| 18. kolovoza | Grčka            | 8 : 7   | Njemačka         |
|              | Velika Britanija | 6 : 25  | Španjolska       |
| 19. kolovoza | Njemačka         | 19 : 8  | Velika Britanija |
|              | Španjolska       | 18 : 7  | Grčka            |

|    | Tablica          | I | Pob. | Ner. | Por. | Pos. P | Prim. P | RP  | Bodovi |
| -- | ---------------- | - | ---- | ---- | ---- | ------ | ------- | --- | ------ |
| 1. | Španjolska       | 3 | 3    | 0    | 0    | 54     | 23      | +31 | 6      |
| 2. | Grčka            | 3 | 2    | 0    | 1    | 23     | 30      | -7  | 4      |
| 3. | Njemačka         | 3 | 1    | 0    | 2    | 36     | 27      | +9  | 2      |
| 4. | Velika Britanija | 3 | 0    | 0    | 3    | 19     | 52      | -33 | 0      |

### Skupina C
- 1.  Španjolska 9, +32
- 2.  Jugoslavija 9, +30
- 3.  Grčka 6
- 4.  Njemačka 3
- 5.  Nizozemska 2
- 6.  Poljska 1

Prvo kolo
- Španjolska 19:12  Nizozemska
- Jugoslavija 13:6  Njemačka
- Grčka 12:9  Poljska

Drugo kolo
- Jugoslavija 16:7  Grčka
- Španjolska 22:9  Poljska
- Njemačka 15:15  Nizozemska

Treće kolo
- Grčka 13:10  Nizozemska
- Njemačka 12:9  Poljska
- Španjolska 14:14  Jugoslavija

### Skupina D
- 1.  Italija 10
- 2.  SSSR 7
- 3.  Mađarska 6
- 4.  Rumunjska 5
- 5.  Čehoslovačka 2
- 6.  Francuska 0

Prvo kolo
- Rumunjska 19:3  Čehoslovačka
- SSSR 13:11  Mađarska
- Italija 13:6  Francuska

Drugo kolo
- Mađarska 16:9  Francuska
- Rumunjska 9:10  Italija
- SSSR 14:10  Čehoslovačka

Treće kolo
- Italija 12:10  SSSR
- Mađarska 13:9  Rumunjska
- Čehoslovačka 11:9  Francuska

### Poluzavršnica
- Španjolska 13:8  SSSR
- Italija 9:11  Jugoslavija

### Za treće mjesto
- SSSR 11:10  Italija

### Završnica
- Španjolska 10:11  Jugoslavija